# Aspidostemon longipedicellatus
Aspidostemon longipedicellatus är en lagerväxtart som beskrevs av Van der Werff. Aspidostemon longipedicellatus ingår i släktet Aspidostemon och familjen lagerväxter. Inga underarter finns listade i Catalogue of Life.